# Francisco Hernández (jogador de rugby)
Francisco Hernández (28 de outubro de 1988) é um jogador de rugby sevens espanhol.

## Carreira
Francisco Hernández integrou o elenco da Seleção Espanhola de Rugbi de Sevens, na Rio 2016, que foi 10º colocada.